# Садоводство

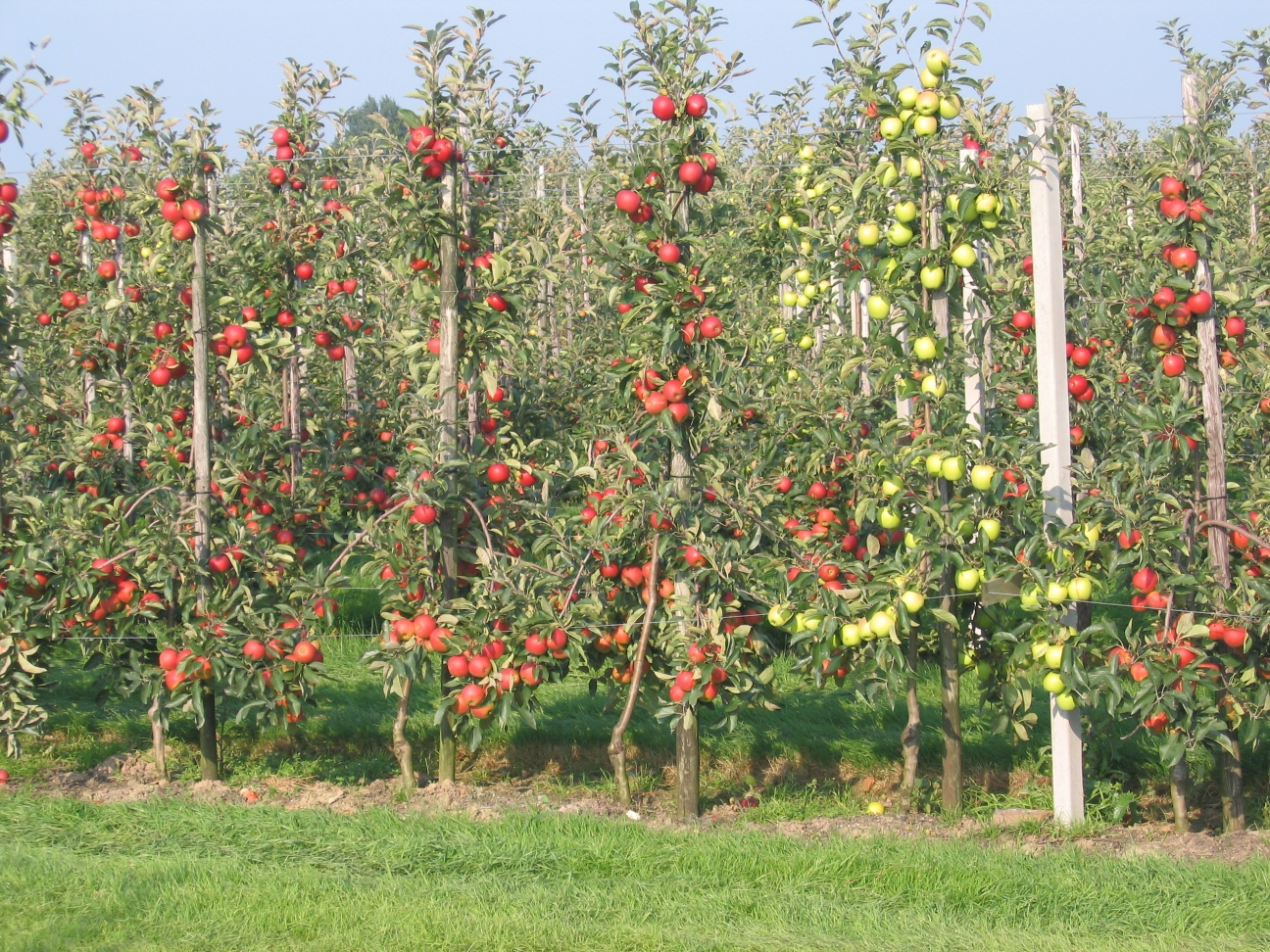
Интенсивный способ выращивания яблони

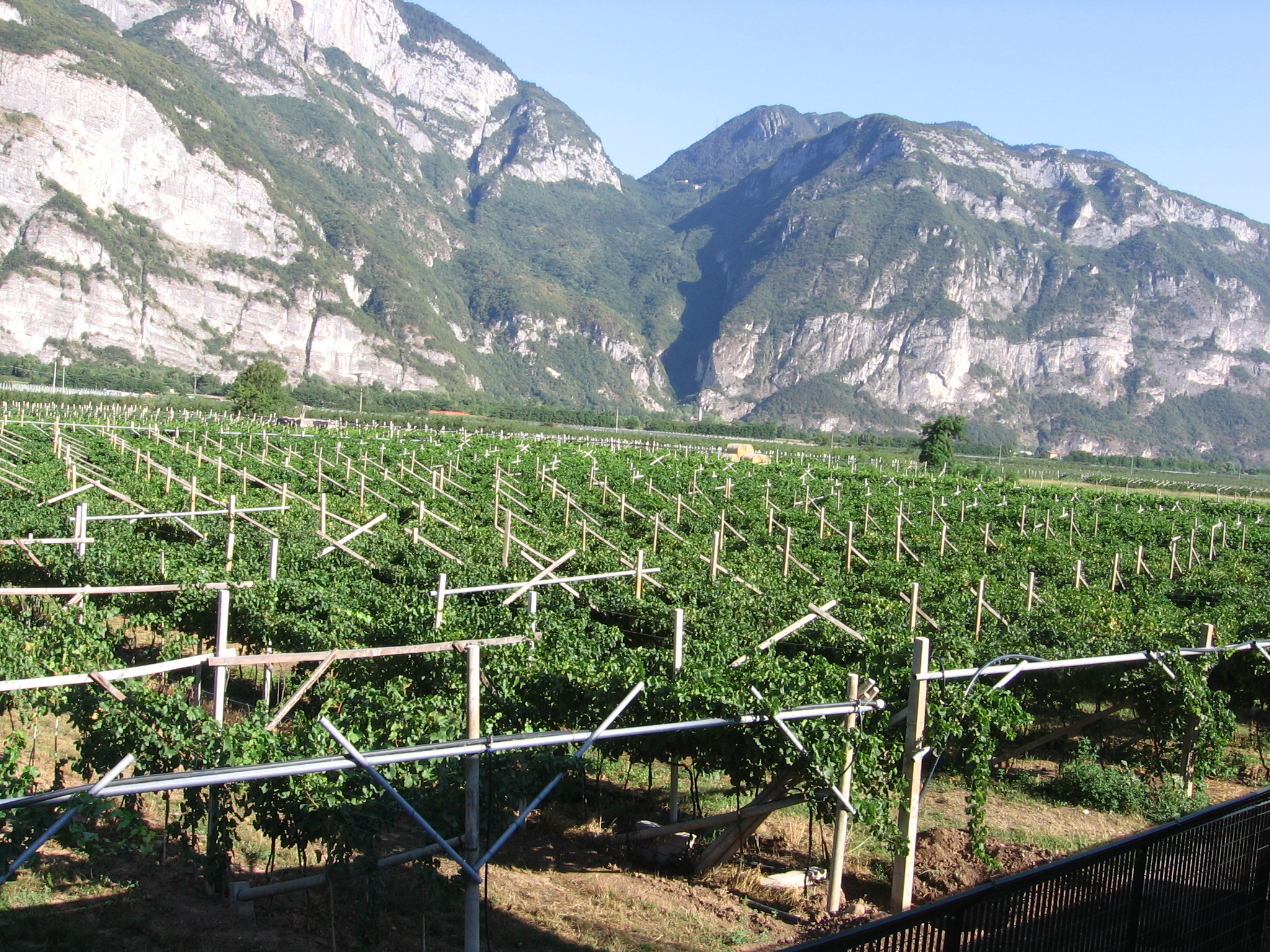
Горное садоводство

Садово́дство — отрасль растениеводства, занимающаяся возделыванием многолетних плодовых или ягодных культур для получения фруктов, ягод и орехов (плодоводство); и выращиванием декоративных растений (декоративное садоводство). Садоводство может быть очень специализированным, с выращиванием только одного вида растений или с участием множества растений в смешанных посадках. Оно предполагает активное участие в выращивании растений и, как правило, является трудоёмким, что отличает его от сельского или лесного хозяйства.

## Направления
Одним из направлений декоративного садоводства является комнатное садоводство — выращивание декоративных растений в домашних условиях.
Декоративное садоводство, направленное на выращивание красивоцветущих растений, называется цветоводством.

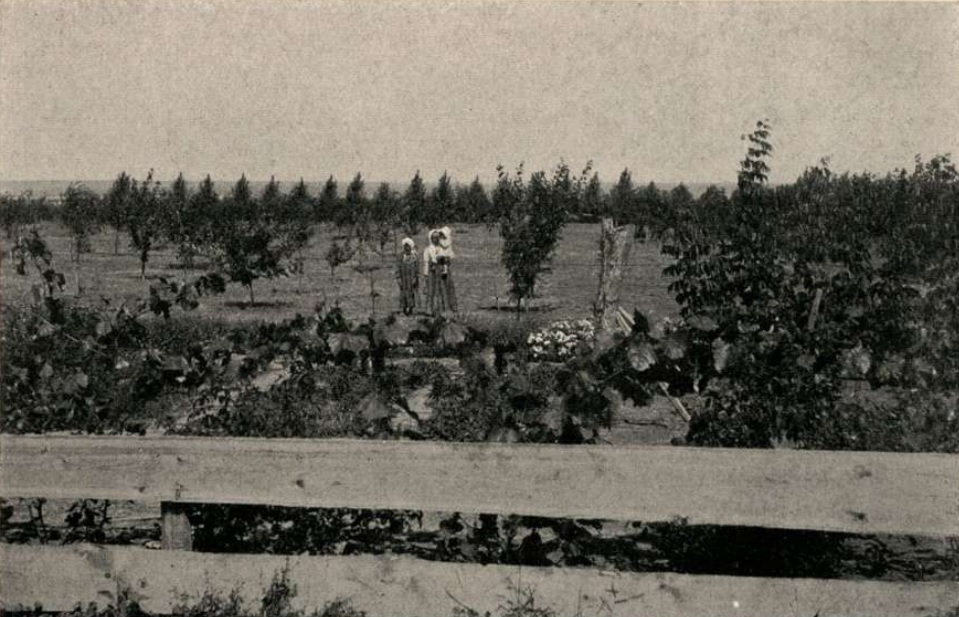
Плодовый сад и виноградник на хуторе Николая Сокола (из книги «Крестьянское хозяйство в России», Халютин, П. В., 1915)

## Садоводство в России

### История

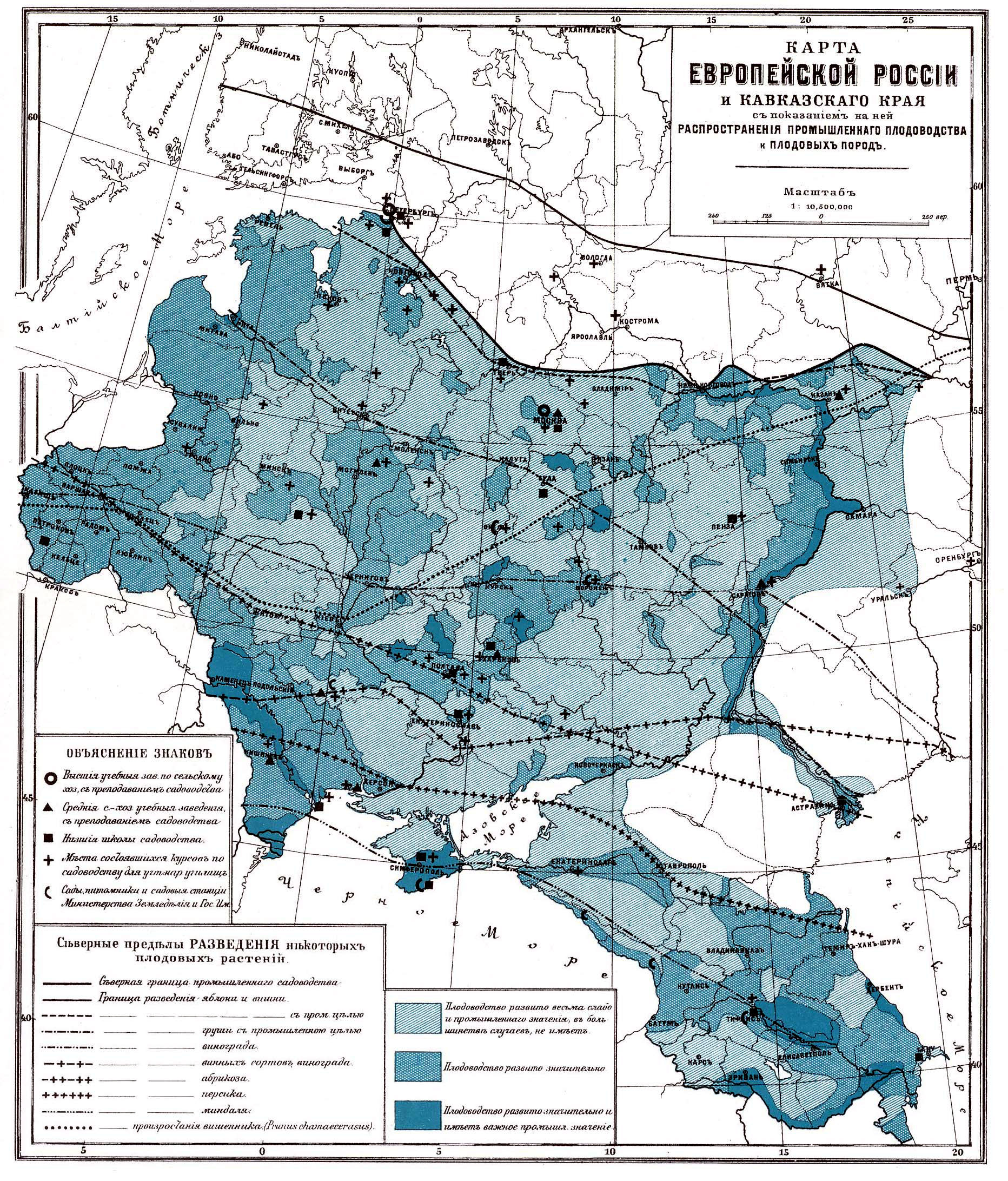
Промышленное плодоводство в Российской империи

Запись под 1473 годом в Псковской летописи: «… и враша каменные изгородь и садом яблонями насадили»
Сад же заложить самому, чтобы места от дерева до дерева было по три сажени, а то и больше, яблони тогда растут большими, зерновым и овощам не мешают расти, а как разрастутся густо ветки, и под деревьями уже ничто не растет, насей тогда борщу, все же всегда урожай какой-то. А падалицу с яблонь и то, что вызрело из огурцов и дынь и иных плодов, вовремя бы собирать, что съесть самому, а что приберечь, а что и в запас оставить, или что засолить, квас поставить из яблок и груш или залить их патокой, ягодным или вишневым морсомДомострой, XVI век
Из ведомости помещика с. Ильицына Зарайской округи Рязанского наместничества 1784 года можно узнать, что в оранжереях выращивались: персики, абрикосы, миндаль, виноград, померанец, розмарин, лавр.

### Современное состояние

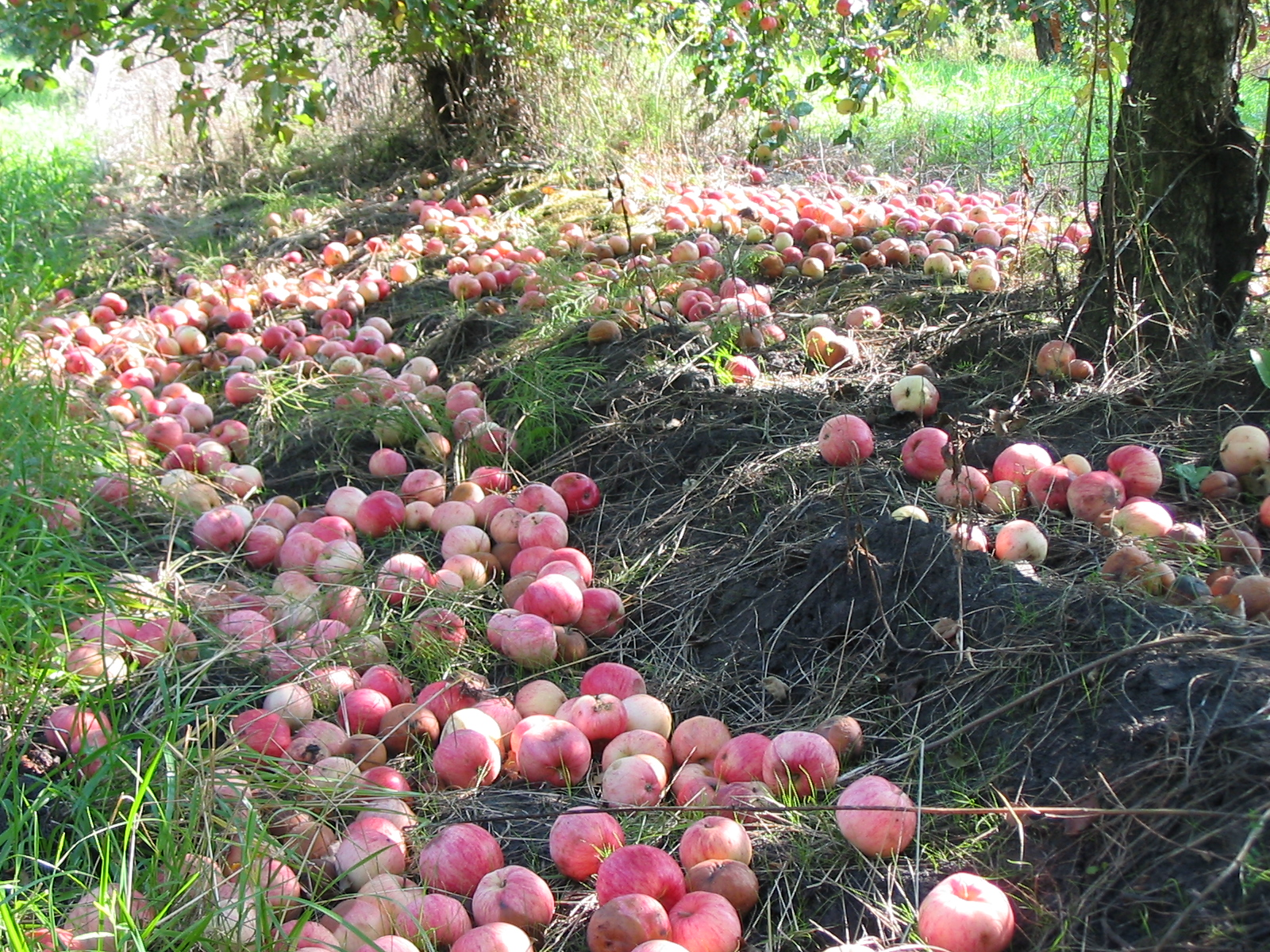
Корочанские сады в августе

В соответствии с приказом Министерства здравоохранения Российской Федерации от 19 августа 2016 г. № 614 «Об утверждении рекомендаций по рациональным нормам потребления пищевых продуктов, отвечающих современным требованиям здорового питания» каждому человеку в год необходимо 100 кг свежих фруктов, в том числе: виноград — 6 кг, цитрусовые — 6, косточковые — 8, ягоды — 7, яблоки — 50, груши — 8, прочие фрукты — 5, сухофрукты в пересчете на свежие фрукты — 10 кг Однако фактическое среднедушевое потребление свежих фруктов в 2017 г. составило 59 кг, причём более половины этого количества — импортная плодово-ягодная продукция. Для снижения импортозависимости по плодово-ягодной продукции Минсельхозом России в новую редакцию Доктрины продовольственной безопасности Российской Федерации включены фрукты и ягоды, пороговое значение по которым определено на уровне 70 % (доля фруктов и ягод отечественного производства к их объёму внутреннего потребления).
Дефицит продуктов садоводства (85 %) Россия вынуждена восполнять за счёт импорта, находясь на шестом месте в мире по ввозу фруктов из-за рубежа.

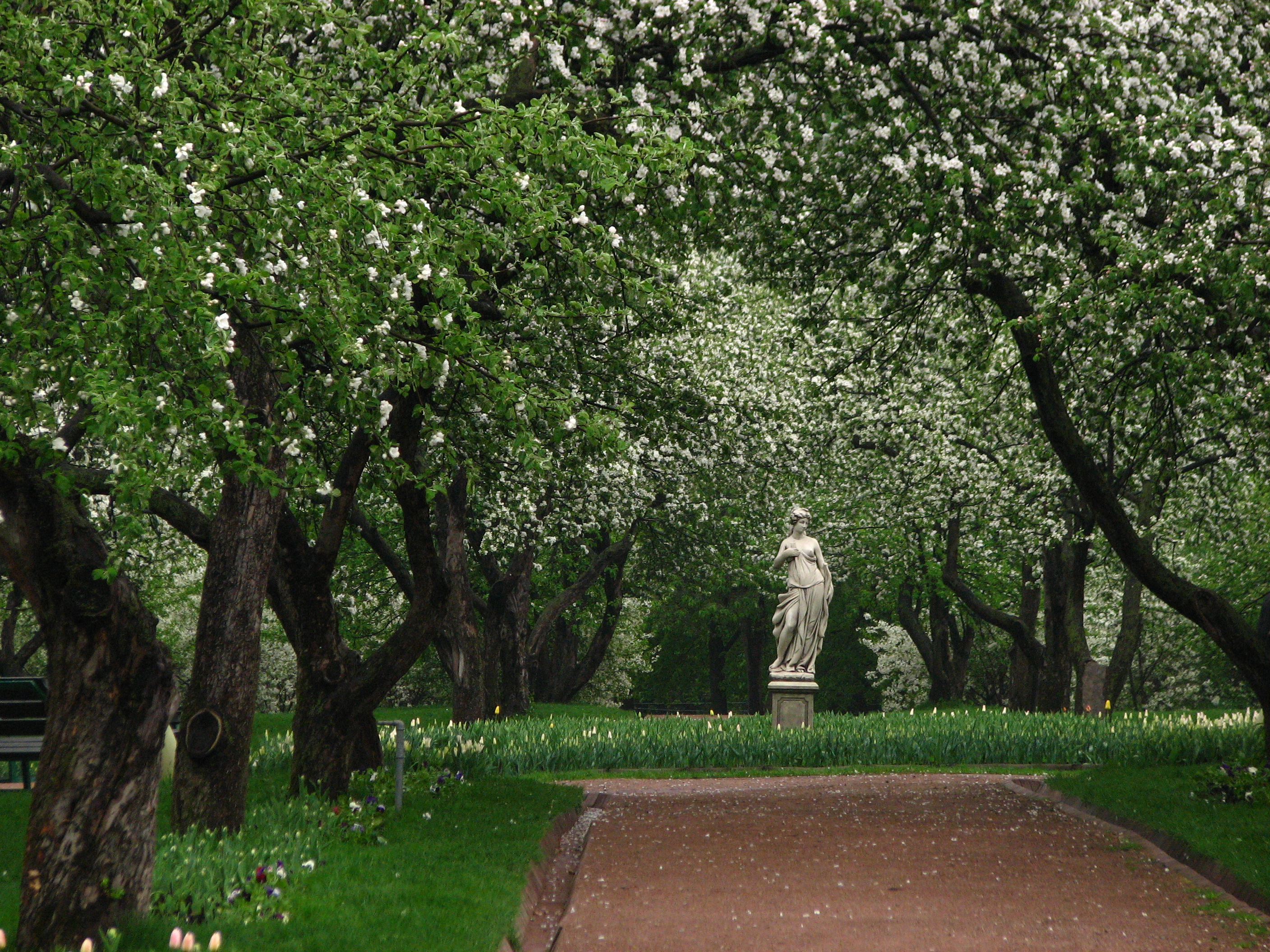
Яблоневый сад в Коломенском (Москва)

По данным Росстата и Министерства сельского хозяйства, сохраняется устойчивая тенденция сокращения площадей под плодово-ягодными культурами, которые в 2006—2010 годах по сравнению с 2001—2005 годами уменьшились на 20 %. Основные производственные площади плодово-ягодных насаждений сосредоточены в Центральном, Южном и Приволжском федеральных округах — 32,5, 17,2 и 17,3 %, соответственно. Здесь выращивается более 70 % плодов и ягод России, что объясняется как климатическими, так и потребительскими особенностями данных краёв. В структуре многолетних насаждений в хозяйствах всех категорий собственности доминирующее положение занимает яблоня. Для косточковых культур лидером остаётся вишня, среди ягодных преобладает земляника. На долю крупных сельскохозяйственных организаций приходится 28 % земельных участков, отведённых под садоводство. Основными производителями плодово-ягодной продукции являются хозяйства населения — более 60 % площадей, при этом эффективность производства в них ниже в сравнении с другими формами хозяйствования.
В сельскохозяйственных предприятиях преобладают семечковые культуры — 79,4 %, доля косточковых составляет 10,8, ягодных — 8,6 %. В фермерских хозяйствах семечковые культуры занимают 61,9 %, косточковые — 19,0, ягодные — 8,0 %. В хозяйствах населения доля семечковых культур равняется 35,7 %, косточковых — 30,6, ягодных — 32,2 %.
Валовой сбор плодовых и ягодных культур в России в 2010 г. составил 2150 тысяч тонн, а средняя урожайность в садоводстве достигла 49,2 ц/га.
В 2018 году валовой сбор плодов и ягод в хозяйствах России всех категорий составил 3337 тысяч тонн, а средняя урожайность плодов и ягод составила 96,0 ц/га (плодов косточковых культур 615,6 тысяч тонн, урожайность — 60,8 ц/га, плодов орехоплодных культур 20 тысяч тонн, плодов цитрусовых культур — 80 тонн). Площадь плодово-ягодных насаждений составила 465,8 тыс.га (в плодоносящем возрасте 364,4 тыс.га), из них площадь ягодников составила 101,3 тысяч га. Валовой сбор ягод в хозяйствах всех категорий — 701,77 тысяч тонн, урожайность — 75,5 ц/га. В категории садовых ягод преобладает смородина, далее — в порядке убывания: клубника и малина, суммарно на эти три вида приходится 92-94 %.
В 2021 году в организованном секторе будет достигнут очередной рекорд — не менее 1,5 млн тонн плодов и ягод, а в течение ближайших пяти лет этот показатель вырастет до 2,2 млн тонн. На 1 ноября 2021 собрали 1,1 млн тонн плодов, что на 22,2 % больше показателя 2020 года (0,9 млн тонн). Лидерами в этом направлении являются Краснодарский край, Воронежская и Липецкая области, Кабардино-Балкарская Республика и Республика Крым. За последние 5 лет сельхозтоваропроизводители увеличили площади садов и почти вдвое нарастили товарное производство плодово-ягодной продукции.
В 2021 году валовый сбор во всех хозяйствах составил 3,9 млн т, что на 7 % больше, чем в 2020-м. В первую очередь, увеличение объёмов производства связано с высокими темпами закладки современных интенсивных садов и питомников саженцев. Урожай плодов в товарном секторе в 2021 году составил 1,5 млн тонн, 95 % пришлось на яблоки.
Регионами-лидерами в производстве плодов и ягод являются Краснодарский край, Кабардино-Балкарская Республика, а также Республика Крым и Дагестан. Основные виды выращиваемых фруктов и ягод — яблоки, слива, вишня, черешня, абрикосы, смородина, малина и садовая земляника, также сейчас активно развивается производство голубики.
Урожай ягод в России в 2021 году около 20 тыс. тонн, этот показатель останется на уровне 2020 года. Россия пока не самообеспечивает себя ягодами, в стране производится порядка 20-25 % от уровня потребления ягод, ежегодный уровень производства достигает порядка 18,6 — 18,7 тыс. тонн производства ягод в год, импортируется ещё около 50-60 тыс. тонн. От 65 % до 70 % всего производства ягод в России приходится на землянику садовую, которую принято называть клубникой. Один из лидеров по выращиванию этой ягоды Краснодарский край, где производят порядка 2 тыс. тонн, из 10-12 тыс. тонн по стране.
В последние годы набирает популярность использование в садоводстве зимостойких кактусов: опунций, некоторых эскобарий и педиокактусов и др. В декоративном садоводстве кактусы ценят за их необычный, несвойственный растениям средней полосы России вид, а также крупным и красивым цветкам. Выращиваются исключительно на хорошо освещаемых участках сада, где другие растения растут с трудом и даже выгорают.

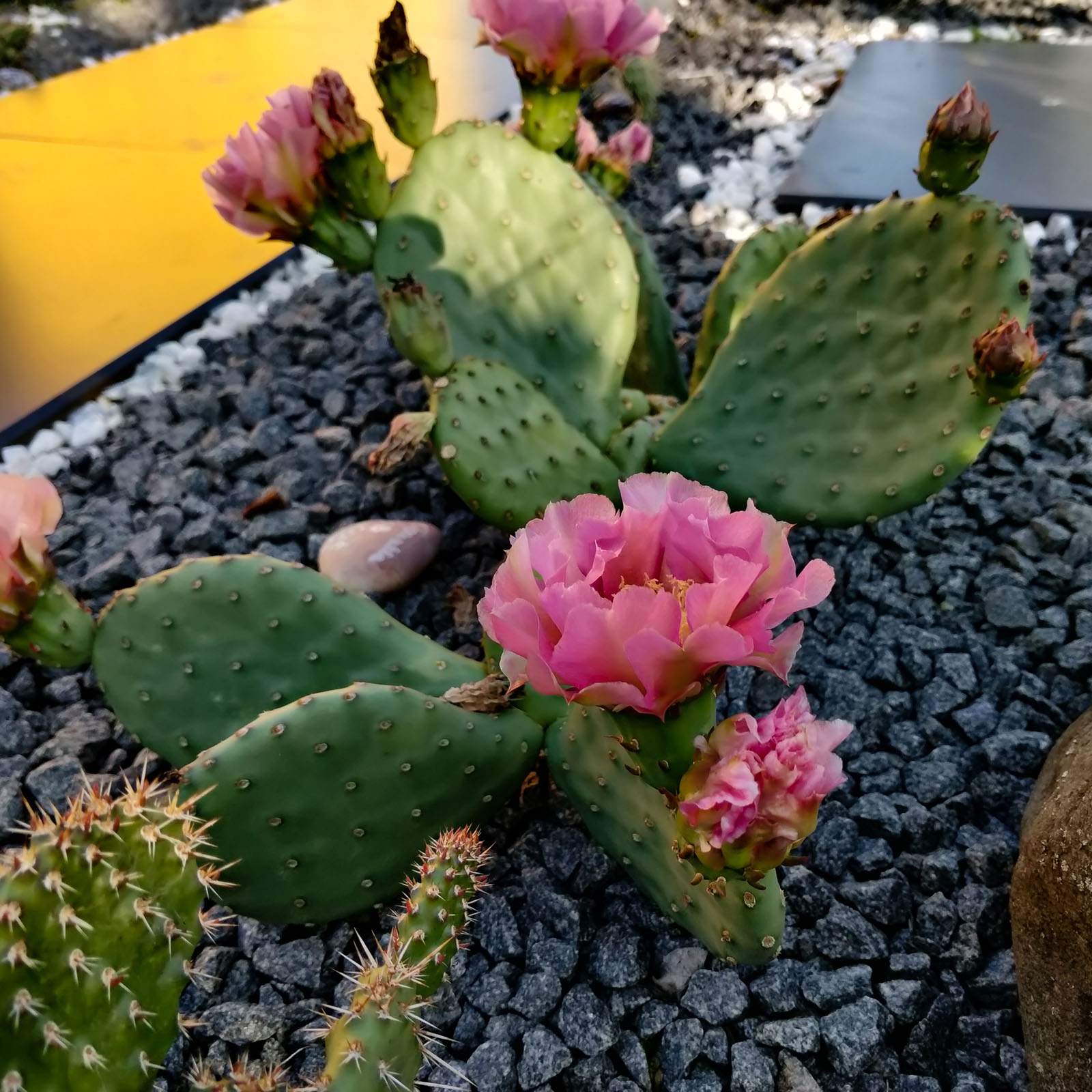
Зимостойкий кактус Opuntia cv. «Apricot Glory» в саду в Волоколамском районе Московской области